# سان سيفيرو
سان سيفيرو (بالإيطالية: San Severo) هي مدينة في جنوب إيطاليا تقع في مقاطعة فودجا ضمن إقليم بوليا. سكانها حوالي 55,861 نسمة.

## السكان
في سنة 1861 بلغ عدد السكان 17٬507 نسمة، وتطور العدد ليصل في سنة 2011 لـ 54٬906 نسمة.
يظهر هذا المخطط البياني تطور النمو السكاني لـ سان سيفيرو

## التاريخ
تقول أسطورة أن اليوناني ديومدس هو الذي أسس سان سيفيرو تحت اسم كاسترم دريونس (Castrum Drionis)، وكانت سان سيفيرو مدينة وثنية حتى عام 536، حيث تحولت المدينة إلى المسيحية على يد سان لورينزو مايورانو (بالإيطالية: San Lorenzo Maiorano) مطران مدينة سيبونتو، وطلب من حاكم المدينة تغيير اسمها.

## التعليم
توجد في المدينة فرع لجامعة فودجا (بالإيطالية: Università degli Studi di Foggia). وهي جامعة تأسست سة 1999، ومقرها الرئيسي في مدينة فودجا.

## الإعلام
للمدينة إذاعة خاصة اسمها (Tele Radio San Severo). وتصدر في سان سيفيرو عدة صحف هي:
- Il Corriere di San Severo
- San Severo Il Giornale
- La Gazzetta di San Severo

## توأمة
لسان سيفيرو اتفاقيات توأمة مع كل من:
- ستريانو
- بنبلونة
- بورغ أون بريس

## أعلام
- أليساندرو بوتينزا
- ميتشيلي بازينزا
- والتر ماجنيفيكو
- لويجي كاستيجليون